# José Nabil Ondo
José Nabil Ondo Onva Adjugu (Ebebiyín, 23 novembre 2005) è un calciatore equatoguineano, attaccante del Nantes 2 e della nazionale equatoguineana.

## Carriera

### Club
Ha iniziato la sua carriera nel Cano Sport, con cui ha firmato il primo contratto il 3 gennaio 2024.
L'anno seguente, il 25 gennaio 2025, viene acquistato dai francesi del Nantes, che lo aggregano alla loro squadre riserve.

### Nazionale
Il 31 dicembre 2023 viene incluso nella lista dei convocati per la Coppa d'Africa 2023, senza però prendere effettivamente parte alla competizione.
Debutta quindi il 9 gennaio 2024 in un'amichevole pareggiata 1-1 contro Gibuti.

## Statistiche
Statistiche aggiornale al 9 giugno 2025.
| Stagione        | Squadra         | Campionato      | Campionato | Campionato | Coppe nazionali | Coppe nazionali | Coppe nazionali | Coppe continentali | Coppe continentali | Coppe continentali | Altre coppe | Altre coppe | Altre coppe | Totale | Totale |
| Stagione        | Squadra         | Comp            | Pres       | Reti       | Comp            | Pres            | Reti            | Comp               | Pres               | Reti               | Comp        | Pres        | Reti        | Pres   | Reti   |
| --------------- | --------------- | --------------- | ---------- | ---------- | --------------- | --------------- | --------------- | ------------------ | ------------------ | ------------------ | ----------- | ----------- | ----------- | ------ | ------ |
| 2024-2025       | Nantes 2        | N3              | 12         | 1          | -               | -               | -               | -                  | -                  | -                  | -           | -           | -           | 12     | 1      |
| Totale carriera | Totale carriera | Totale carriera | 12         | 1          |                 | 0               | 0               |                    | 0                  | 0                  |             | 0           | 0           | 12     | 1      |

### Cronologia presenze e reti in nazionale
| Cronologia completa delle presenze e delle reti in nazionale ― Guinea Equatoriale | Cronologia completa delle presenze e delle reti in nazionale ― Guinea Equatoriale | Cronologia completa delle presenze e delle reti in nazionale ― Guinea Equatoriale | Cronologia completa delle presenze e delle reti in nazionale ― Guinea Equatoriale | Cronologia completa delle presenze e delle reti in nazionale ― Guinea Equatoriale | Cronologia completa delle presenze e delle reti in nazionale ― Guinea Equatoriale | Cronologia completa delle presenze e delle reti in nazionale ― Guinea Equatoriale | Cronologia completa delle presenze e delle reti in nazionale ― Guinea Equatoriale |
| Data                                                                              | Città                                                                             | In casa                                                                           | Risultato                                                                         | Ospiti                                                                            | Competizione                                                                      | Reti                                                                              | Note                                                                              |
| --------------------------------------------------------------------------------- | --------------------------------------------------------------------------------- | --------------------------------------------------------------------------------- | --------------------------------------------------------------------------------- | --------------------------------------------------------------------------------- | --------------------------------------------------------------------------------- | --------------------------------------------------------------------------------- | --------------------------------------------------------------------------------- |
| 9-1-2024                                                                          | Malabo                                                                            | Guinea Equatoriale                                                                | 1 – 1                                                                             | Gibuti                                                                            | Amichevole                                                                        | -                                                                                 |                                                                                   |
| 14-1-2024                                                                         | Abidjan                                                                           | Nigeria                                                                           | 1 – 1                                                                             | Guinea-Bissau                                                                     | Coppa d'Africa 2023 - 1º turno                                                    | -                                                                                 | 75’                                                                               |
| 22-3-2024                                                                         | Gedda                                                                             | Guinea Equatoriale                                                                | 2 – 0                                                                             | Cambogia                                                                          | Amichevole                                                                        | -                                                                                 | 71’                                                                               |
| 9-6-2025                                                                          | Marrakech                                                                         | Guinea Equatoriale                                                                | 1 – 1                                                                             | Camerun                                                                           | Amichevole                                                                        | -                                                                                 | 70’                                                                               |
| Totale                                                                            |                                                                                   | Presenze                                                                          | 4                                                                                 |                                                                                   | Reti                                                                              | 0                                                                                 |                                                                                   |